# Felix Film
Felix Film Co., Ltd. (株式会社FelixFilm, Kabushiki-gaisha Ferikkusu Firumu) est un studio d'animation japonais spécialisé VFX. Il est créé le 14 mai 2014 à Mitaka, à Tokyo.

## Productions

### Séries télévisées d'animation
| Année | Titre                                                             | Dates de 1re diffusion | Dates de 1re diffusion | Nb. éps.   | Notes |
| Année | Titre                                                             | Début                  | Fin                    | Nb. éps.   | Notes |
| ----- | ----------------------------------------------------------------- | ---------------------- | ---------------------- | ---------- | --- |
| 2014  | Daitoshokan no hitsujikai (en)                                    | 8 octobre 2014         | 24 décembre 2014       | 12         | Basé sur un visual novel développé par August et publié par Hazuki. Coproduction avec Hoods Entertainment. |
| 2020  | Nekopara                                                          | 9 janvier 2020         | 26 mars 2020           | 12         | Basé sur un visual novel développé par Neko Works et publié par Sekai Project.                             |
| 2021  | Otherside Picnic (en)                                             | 4 janvier 2021         | 22 mars 2021           | 12         | Basé sur une série de romans écrits par Iori Miyazawa. Coproduction avec Liden Films.                      |
| 2022  | Aharen-san wa Hakarenai                                           | 2 avril 2022           | 18 juin 2022           | 12         | Basé sur une série manga écrite par Asato Mizu.                                                            |
| 2023  | J'épargne 80 000 pièces d'or dans un autre monde pour ma retraite | 2 avril 2022           | À venir                | À annoncer | Basé sur une série de light novel écrite par FUNA.                                                         |
| 2023  | MF Ghost                                                          | 2 octobre 2023         | À venir                | À annoncer | Basé sur une série manga écrite par Shūichi Shigeno.                                                       |
| 2024  | You Are Ms. Servant                                               | 6 octobre 2024         | 22 decembre 2024       | 12         | Basé sur une série manga écrite par Shotan                                                                 |

### OAV
| Année | Titre                          | Date(s) de sortie              | Notes |
| ----- | ------------------------------ | ------------------------------ | --- |
| 2014  | Daitoshokan no hitsujikai (en) | 25 décembre 2014 - 28 mai 2015 | 6 épisodes de 9 minutes. Basé sur un Visual novel développé par August et publié par Hazuki. Coproduction avec Hoods Entertainment. |
| 2015  | Daitoshokan no hitsujikai (en) | 25 décembre 2014 - 28 mai 2015 | 6 épisodes de 9 minutes. Basé sur un Visual novel développé par August et publié par Hazuki. Coproduction avec Hoods Entertainment. |
| 2017  | Nekopara                       | 22 décembre 2017               | 1 épisode de 58 minutes. Basé sur le visual novel original Nekopara.                                                                |
| 2018  | Nekopara Extra                 | 27 juillet 2018                | 1 épisode de 22 minutes. Basé sur le visual novel Nekopara Extra.                                                                   |
| 2022  | Hairpin Double                 | 4 février 2022                 | 1 épisode de 7 minutes. Basé sur le 30e anniversaire du circuit international d'Okayama. Coproduction avec GA-CREW.                 |